# 764
764(칠백육십사)는 763보다 크고 765보다 작은 자연수다.

## 수학
- 합성수로, 그 약수는 1, 2, 4, 191, 382, 764다. 진약수의 합은 580이므로, 764는 부족수다.
- {\displaystyle 764=6^{2}+7^{2}+8^{2}+9^{2}+10^{2}+11^{2}+12^{2}+13^{2}}
  - 연속하는 자연수 8개의 제곱합으로 나타낼 수 있으며, 이 성질을 지닌 앞의 수는 620, 다음 수는 924다.

## 과학
- 764 게다니아(영어판): 소행성.

## 군사
- 764 해군 항공대(영어판): 과거 존재한 영국의 해군 항공대.
- U-764(영어판, 독일어판): 제2차 세계 대전에 사용된 나치 독일의 군용 잠수함.
- VMM-764(영어판): 미국 해군의 예비 비행대.

## 문화유산
- 대한민국의 보물 제764호: 대불정여래밀인수증요의제보살만행수능엄경(언해) 권2, 3, 4, 6, 7, 8, 9, 10

## 기타
- 연도: 764년, 기원전 764년